# Estación de Bilten
La estación de Bilten es la principal estación ferroviaria de la localidad de Bilten, perteneciente a la comuna suiza de Glaris Norte, en el Cantón de Glaris.

## Historia y ubicación
La estación se encuentra ubicada en el noreste del núcleo urbano de Bilten, en el noroeste de la comuna de Glaris Norte. Fue inaugurada en 1875 con la apertura de la línea férrea que recorre la margen izquierda del Lago de Zúrich, Zúrich - Pfäffikon SZ - Ziegelbrücke/Näfels-Mollis por parte del Schweizerischen Nordostbahn (NOB). Cuenta con un único andén central, al que acceden un total de dos vías pasantes, a las que hay que sumar la existencia de otra vía pasante y tres vías toperas. 
En términos ferroviarios, la estación se sitúa en la línea Zúrich - Pfäffikon SZ - Ziegelbrücke, conocida como la línea de la margen izquierda del Lago de Zúrich. Sus dependencias ferroviarias colaterales son la estación de Reichenburg hacia Zúrich y la estación de Ziegelbrücke donde se inicia la línea.

## Servicios ferroviarios
Los servicios ferroviarios de esta estación están prestados por SBB-CFF-FFS:

### S-Bahn Zúrich
La estación está integrada dentro de la red de trenes de cercanías S-Bahn Zúrich, y en la que efectúan parada los trenes de varias líneas pertenecientes a S-Bahn Zúrich:
- S 2 Effretikon – Zúrich Aeropuerto – Zúrich HB – Pfäffikon SZ – Ziegelbrücke
- S 8 Weinfelden – Winterthur – Wallisellen – Zúrich HB – Thalwil – Pfäffikon SZ